# Henk Verberk
Hendrikus Johannes Antonius (Harry) Verberk (Den Bosch, 23 juli 1907 – Den Haag, 24 augustus 1984) was een Nederlands politicus van de KVP.
Hij werd geboren als zoon van Martinus Verberk (1879-1941), winkelier en later directeur van de in 1923 failliet gegane Hanzebank, en Nicolasina Alida Ploegmakers (1885-1919). Na het gymnasium ging hij het bedrijfsleven in waar hij werkzaam was als (adjunct-)directeur. In 1949 kwam Verberk in de Arnhemse gemeenteraad waar hij toen ook wethouder werd. In 1953 volgde zijn benoeming tot burgemeester van Didam. Een jaar later werd hij daarnaast lid van de Provinciale Staten van Gelderland en van 1956 tot 1959 was hij bovendien lid van de  Tweede Kamer der Staten-Generaal. Midden 1962 werd hij lid van de Gedeputeerde Staten van Gelderland  en gaf hij zijn burgemeesterschap op. Hij zou twaalf jaar gedeputeerde blijven en was vanaf december 1976 nog negen maanden waarnemend burgemeester van Deil. Verberk overleed in 1984 op 77-jarige leeftijd.